# Stilpnaspis
Stilpnaspis es un género de escarabajos de la familia Chrysomelidae. El género fue descrito científicamente primero por Weise en 1905. Esta es una lista de especies pertenecientes a este género:
- Stilpnaspis angusticollis (Weise, 1893)
- Stilpnaspis argentina (Monrós & Viana, 1947)
- Stilpnaspis bicolorata Borowiec, 2000
- Stilpnaspis bicolorata Borowiec, 2000
- Stilpnaspis bimaculata (Baly, 1858)
- Stilpnaspis bondari (Monrós, 1945)
- Stilpnaspis coccinatum (Boheman, 1862)
- Stilpnaspis coccinatum (Boheman, 1862)
- Stilpnaspis filicornis Borowiec, 2000
- Stilpnaspis filicornis Borowiec, 2000
- Stilpnaspis fulvimana (Pic, 1923)
- Stilpnaspis fulvum (Boheman, 1850)
- Stilpnaspis fuscocinctum (Spaeth, 1929)
- Stilpnaspis impunctata Borowiec, 2000
- Stilpnaspis impunctata Borowiec, 2000
- Stilpnaspis marginata Weise, 1905
- Stilpnaspis marginata Weise, 1905
- Stilpnaspis melanchohea (Weise, 1910)
- Stilpnaspis membrata (Uhmann, 1957)
- Stilpnaspis miniaceum (Spaeth, 1923)
- Stilpnaspis monteverdensis Borowiec, 2000
- Stilpnaspis monteverdensis Borowiec, 2000
- Stilpnaspis nevermanni (Uhmann, 1930)
- Stilpnaspis panamensis Borowiec, 2000
- Stilpnaspis panamensis Borowiec, 2000
- Stilpnaspis peruana (Weise, 1910)
- Stilpnaspis pulchella (Baly, 1858)
- Stilpnaspis rubicatum (Guérin-Méneville, 1844)
- Stilpnaspis rubiginosus (Boheman, 1862)
- Stilpnaspis scarlatinum (Spaeth, 1938)
- Stilpnaspis tambitoensis Borowiec, 2000
- Stilpnaspis tambitoensis Borowiec, 2000
- Stilpnaspis tricolor (Spaeth, 1938)